# Watuaji
Watuaji is een bestuurslaag in het regentschap Jepara van de provincie Midden-Java, Indonesië. Watuaji telt 2894 inwoners (volkstelling 2010).